# Mahir Şükürov
Mahir Şükürov (aserbaidschanisch Mahir Ağateyyub oğlu Şükürov, türkisch Mahir Şükürov, * 12. Dezember 1982 in Sumqayıt) ist ein aserbaidschanischer ehemaliger Fußballspieler. Mit 76 Länderspieleinsätzen ist er der aserbaidschanische Nationalspieler mit den viert-häufigsten Spieleinsätzen.

## Karriere

### Verein
Şükürov begann seine Profikarriere 2003 bei FK Gənclərbirliyi Sumqayıt, dem Verein seiner Heimatstadt Sumqayıt. 2004 wechselte er erst zu FK Shafa Baku und wenig später zum türkischen Zweitligisten Antalyaspor. Bei diesem Klub wurde er am ersten Spieltag der Saison gegen Karşıyaka SK eingesetzt und anschließend nicht mehr in den Kaderplanungen berücksichtigt. So löste Şükürov nach gegenseitigem Einvernehmen seinen Vertrag im Dezember 2004 auf und kehrte in seine Heimat zurück. Bei seinem neuen Verein FK Karvan Yevlax etablierte er sich als Leistungsträger und hatte Anteil daran, dass sein Verein die 2004/05 als Tabellendritter und die Saison 2005/06 gar als Vizemeister beendete. 
Die guten Leistungen bei Karvan führten dazu, dass Şükürov im Sommer 2006 von Neftçi Baku verpflichtet wurde. Hier verweilte er nur eine Spielzeit und wechselte anschließend zum Liga- und Stadtrivalen İnter Baku. Bei İnter blieb er nur bis zur Winterpause und wechselte zur Rückrunde zum Ligakonkurrenten FK Xəzər Lənkəran. Mit diesem Verein gelang ihm der Titelgewinn im Aserbaidschanischen Pokal. Trotz dieses Erfolges verließ Şükürov seinen Arbeitgeber erneut und wurde für die kommende Saison von FK Olimpik Baku verpflichtet.
Zur Saison 2009/10 kehrte Şükürov zu İnter Baku zurück. Im Gegensatz zu seiner ersten Zeit, etablierte er sich dieses Mal schnell im Mannschaftskader und wurde zum Saisonende mit seinem Team Aserbaidschanische Meister. Nach diesem Erfolg verpflichtete der russische Verein Anschi Machatschkala Şükürov gegen eine Ablösesumme von 200.000 Euro.
Nach einer Saison bei Machatschkala kehrte Şükürov nach Aserbaidschan zurück und wurde von FK Qəbələ unter Vertrag genommen. Bereits nach einer Saison wechselte Şükürov erneut den Klub und wechselte dieses Mal zu Neftçi Baku. Mit diesem Verein wurde er in der Saison 2012/13 aserbaidschanische Meister und Pokalsieger. Dadurch holte er zum ersten Mal in seiner Karriere das aserbaidschanische Double. In der darauffolgenden Saison misslang zwar die Titelverteidigung in der Meisterschaft, jedoch konnte der Pokaltitel verteidigt werden.
Zur Saison 2014/15 wechselte er in die türkische TFF 1. Lig zum westtürkischen Vertreter Karşıyaka SK. Da er aserbaidschanischer Staatsbürger ist, belegte er dort keinen Ausländerplatz. Seine letzten Einsätze hatte er zwei Spielzeiten später, erneut für Neftçi Baku.

### Nationalmannschaft
Şükürov gab im Qualifikationsspiel der Weltmeisterschaft 2006 vom 8. September 2004 gegen die Österreichische Nationalmannschaft sein Debüt für die Aserbaidschanische Nationalmannschaft. Anschließend gehörte er zu den regelmäßig nominierten Nationalspielern seines Landes und trug mehrmals auch die Kapitänsbinde. Er zählt mit 75 A-Länderspieleinsätzen zu den Spielern mit den meisten Einsätzen für die aserbaidschanische Auswahl. 

## Erfolge
Mit Karvan Yevlax
- Aserbaidschanische Vizemeister: 2005/06
- Tabellendritter der Premyer Liqası: 2004/05

Mit Neftçi Baku
- Aserbaidschanische Meister: 2012/13
- Aserbaidschanische Vizemeister: 2006/07
- Aserbaidschanischer Pokalsieger: 2012/13, 2013/14

Mit Xəzər Lənkəran
- Aserbaidschanischer Pokalsieger: 2007/08

Mit İnter Baku
- Aserbaidschanische Vizemeister: 2009/10